# Стена Леннона

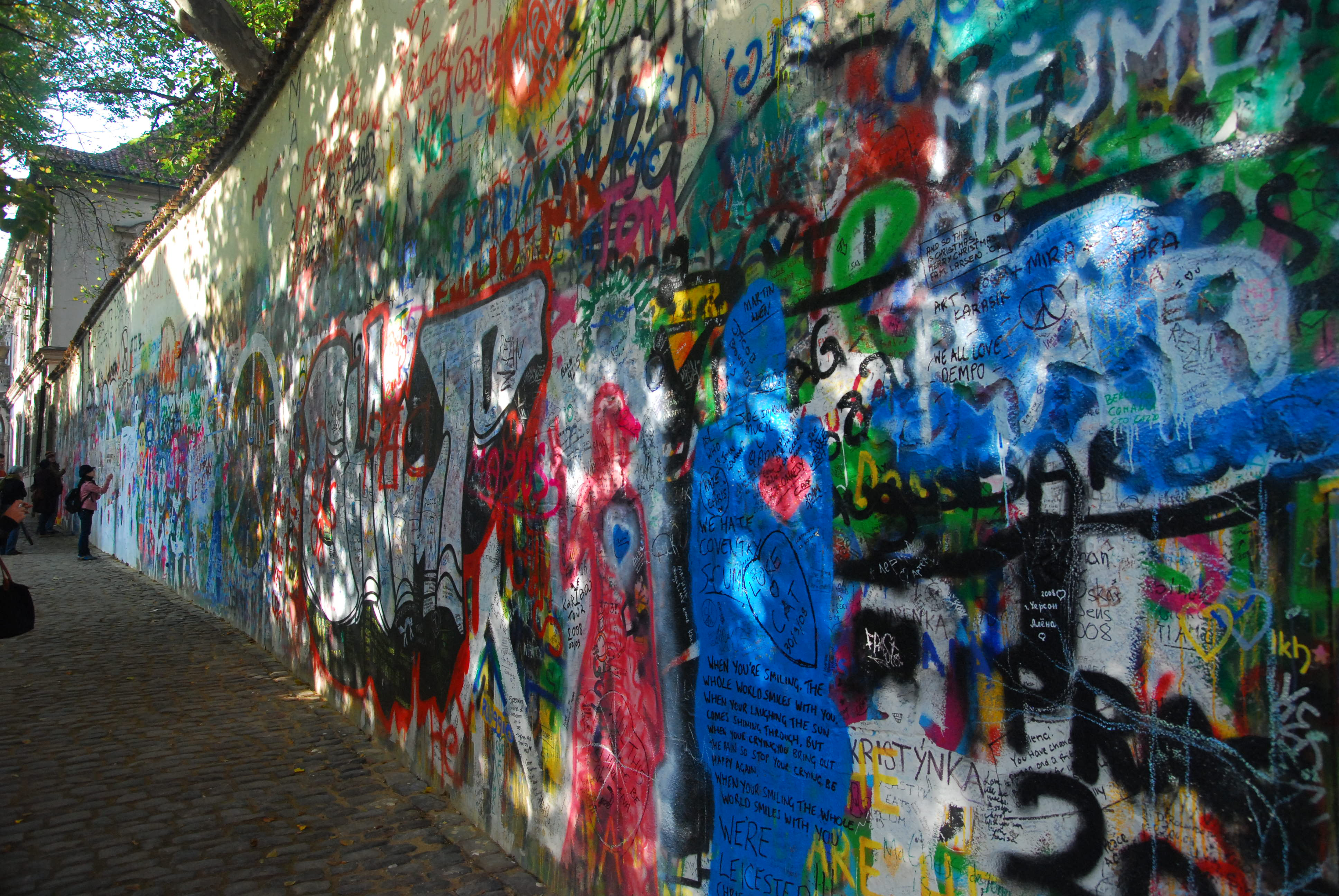
Стена в октябре 2008 года

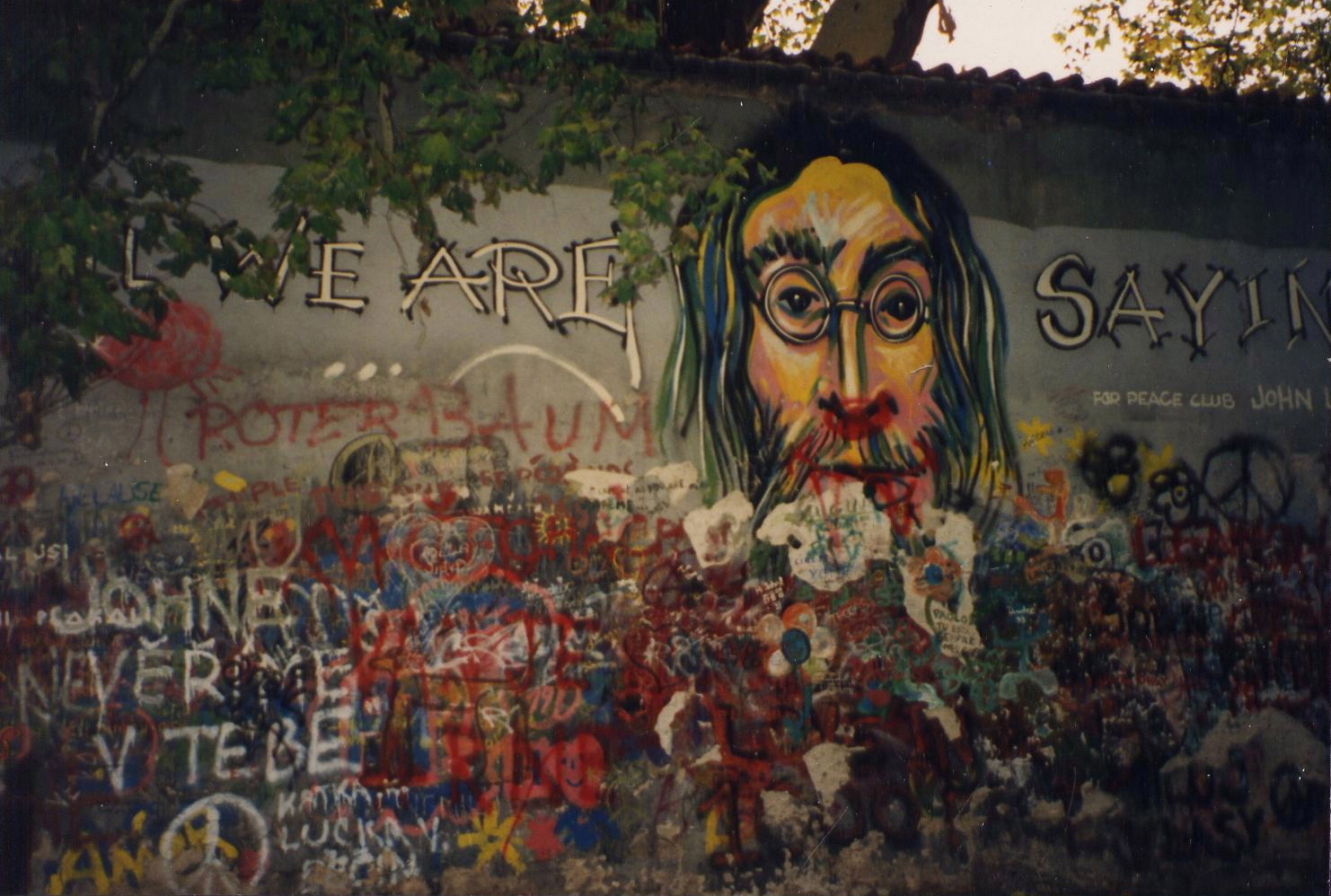
Стена в 1993 году

Стена Леннона (чеш. Lennonova zeď) — ограда Мальтийского сада в Праге в районе Мала Страна. С 70-х годов появилась традиция расписывать и разрисовывать стену картинками в честь музыканта Джона Леннона. Стена считается одним из символов борьбы за свободу и против коммунистического режима.
Культурное сооружение и популярная туристическая достопримечательность находится во владении Суверенного ордена мальтийских госпитальеров. Городские власти не считают граффити на Стене Леннона вандализмом; наоборот, подчеркивается культурная ценность и символическое значение объекта.

## История
В начале 80-х годов на Велкопржевнорской площади в Праге появился памятник Джону Леннону, около которого каждый год собирались поклонники творчества музыканта.
В середине ноября 1980 года неизвестный поставил каменную панель от канализации, написал мелом «Za Johna Lennona» и нарисовал крест. Вскоре там появились свечи и фотографии. В 1981 году надпись была выполнена краской по шаблону и были приведены основные даты творчества музыканта. В апреле 1981 года при подготовке к XVI съезду КПЧ стена была перекрашена в зелёный; после этого на ней стали появляться все менее поэтические и более политизированные реплики. О «Стене Леннона» написала группа Джазовая секция — форум и собрание джазовых музыкантов Праги; вскоре появились публикации в самиздатных и эмигрантских текстах.
Собрания изначально небольших групп человек превратились в массовые выступления против коммунистического режима, которые собирали подписи за ограничение ядерного вооружения всех стран, а также за свободу политических заключённых. Это были самые массовые протесты с 1970-х годов, которые переросли в уличные демонстрации 80-х. По поводу протестов собирались заседания Коммунистической партии Чехословакии. Традиция выражать свои взгляды рисунками на стене не исчезла и после 1989 года.

## Wall is over!
Утром 17 ноября 2014 года (в День борьбы за свободу и демократию) стена была перекрашена в белый цвет с надписью «wall is over» (с англ. — «стена закрыта») с отсылкой на слова из популярной песни Леннона «Happy Xmas (War Is Over)».
За действие взяла на себя ответственность художественная группа «Pražská služba», состоящая из студентов художественных школ. Участники заявили, что в честь 25-летия Бархатной революции этим они хотели освободить место, чтобы молодое поколение могло выразить свои взгляды.
Это не первый случай, когда рисунки на стене были стёрты. Не считая того, что граффити закрашивались городскими властями как вандализм до 1989 года, в 2000 году вся поверхность ограды была выкрашена в зелёный тоже участниками художественной группы.